# Paxton Boys

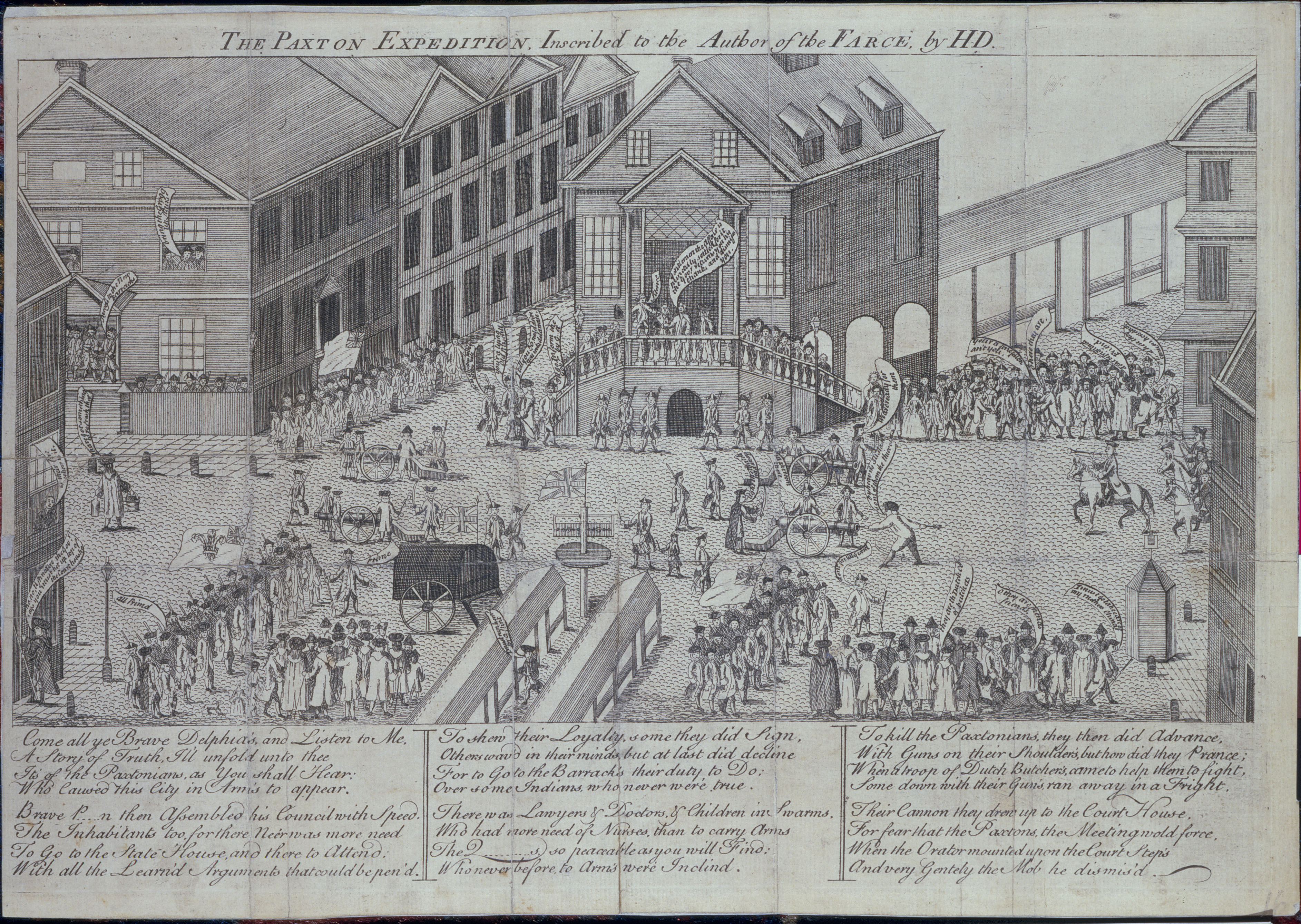
Philadelphia-Miliz sammelt sich, nachdem der Anmarsch der Paxton Boys bekannt wurde (Druck von 1764)

Die Paxton Boys waren Siedler in und um Paxtang am Susquehanna-Fluss in der britischen Kolonie Pennsylvania, die im Jahr 1763 eine gewalttätige Bürgerwehr gründeten, um sich nach dem Pontiac-Aufstand an benachbarten Indianern zu rächen. Die Paxton Boys sind hauptsächlich bekannt aufgrund des Conestoga-Massakers: zwei Angriffe auf die letzten Susquehannock-Indianer (Conestoga-Indianer) in Pennsylvania, während derer insgesamt 21 Menschen brutal umgebracht wurden. Im Januar 1764, nach dem Angriff auf die Conestoga, marschierten 250 Paxton Boys nach Philadelphia, um sich zu beschweren. In Germantown trafen sie sich mit hochrangigen Personen, darunter Samuel Peters und Benjamin Franklin. Die Paxton Boys lösten sich auf, nachdem ihnen versprochen wurde, dass ihr Anliegen vor den Gesetzgeber gebracht würde.

## Gründung
Nach dem Ende des auch in Nordamerika ausgetragenen Siebenjährigen Krieges blieb das pennsylvanische Grenzland unruhig. Eine neue Welle von ulsterschottischen Einwanderern ließ sich in der Nähe von Indianergebieten nieder. Diese behaupteten, dass die Indianer ihre Siedlungen angriffen und Männer, Frauen und Kinder umbrächten. Der presbyterianische Pastor in Paxtang, John Elder, begann ein aus Siedlern bestehendes berittenes Volksheer zu organisieren. Oft der „kämpfende Geistliche“ genannt, da er stets eine Schusswaffe in seinem Predigerpult hatte, wurde Elder als Anführer der Gruppe gewählt.

## Angriff auf die Susquehannock

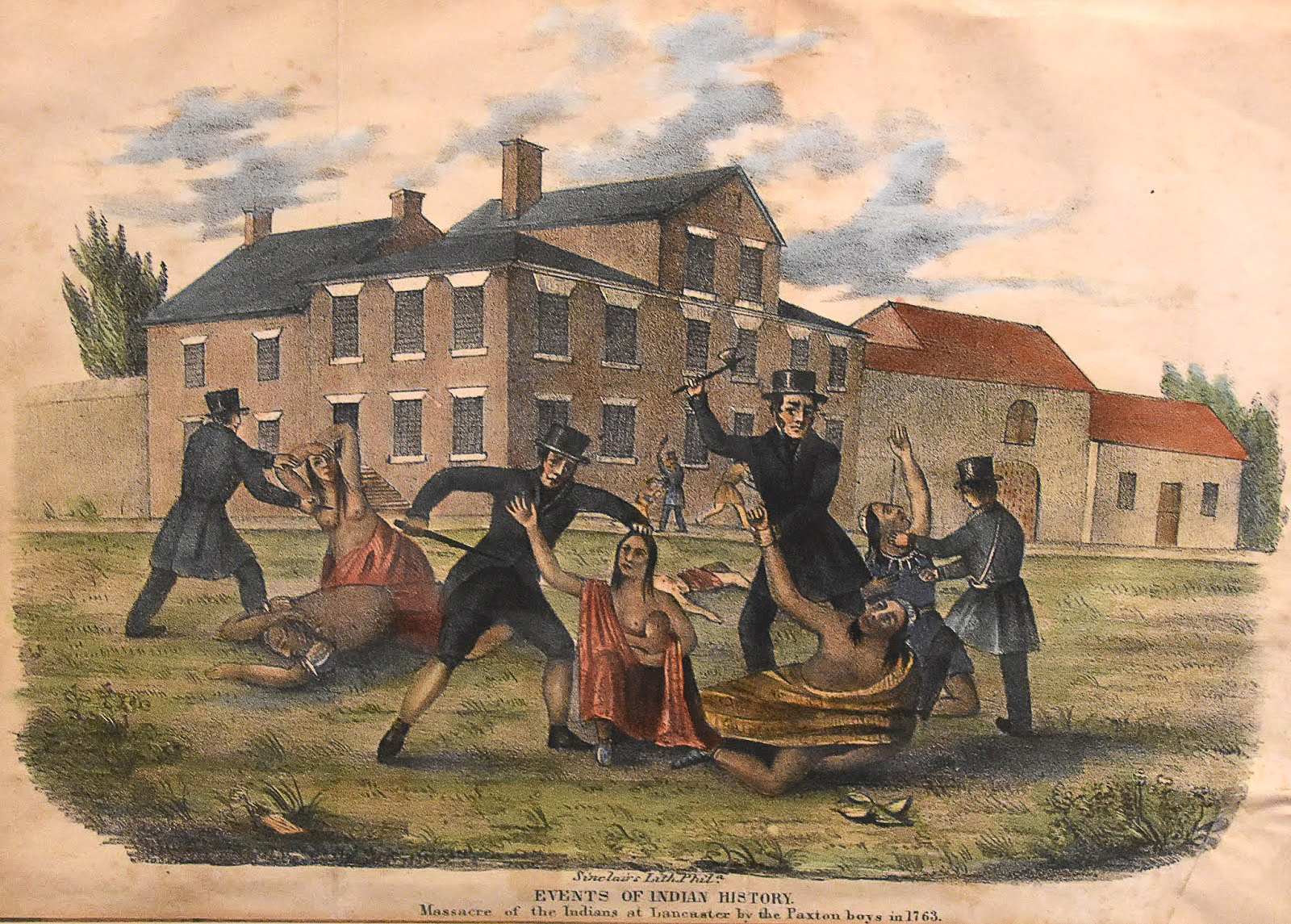
1841 Lithograph des Conestoga-Massakers: Lancaster, Pennsylvania im Jahr 1763.

Die Conestoga waren die Letzten des Susquehannockstammes, die seit langem friedlich mit ihren europäischen Nachbarn auf einem Stück Land lebten, das William Penn ihren Vorfahren zugesprochen hatte. Sie lebten vom Tauschhandel mit Kunsthandwerk, von der Jagd und von den Nahrungsmitteln, die sie von der pennsylvanischen Verwaltung erhielten. Bei Tagesanbruch am 14. Dezember 1763 griffen mehr als fünfzig der „Paxton Boys“ die Conestoga-Siedlung in der Nähe von Conestoga Town (dem heutigen Millersville) in Lancaster County an. Die meisten Indianer befanden sich zu dem Zeitpunkt nicht in der Siedlung; sie hatten aufgrund eines Schneesturms nicht nach Hause zurückkehren können und waren bei Nachbarn geblieben. Die sechs Menschen, die noch in der Siedlung zu finden waren, wurden verstümmelt, skalpiert und getötet. Ein großer Teil der Siedlung wurde niedergebrannt. Gouverneur John Penn verurteilte diese Tat als Mord und setzte ein Kopfgeld auf die Täter aus. 
Die letzten sechzehn Conestoga-Indianer wurden von John Penn in das Gefängnis in Lancaster in Sicherheit gebracht. Am 27. Dezember 1763 ritten fünfzig bis hundert Paxton Boys in Lancaster ein und stürmten das Arbeitshaus, in dem sich die Indianer aufhielten. Während sie in das Arbeitshaus eindrangen, sagte ein alter, allgemein bekannter Indianer namens Will Soc angeblich: „Ich werde zu ihnen gehen, denn sie sind meine Brüder“ Jedoch wurde er auf der Türschwelle erschossen, bevor der Rest der Conestoga, sechs Erwachsene und acht Kinder, ermordet und skalpiert und ihre Körper mit Tomahawks verstümmelt wurden.
Die pennsylvanische Verwaltung erhöhte das Kopfgeld auf 600 Dollar. Die Täter wurden allerdings nie identifiziert.

## Marsch nach Philadelphia
Im Januar 1764 begannen 250 Paxton Boys nach Philadelphia zu marschieren, wo noch 140 christliche Lenape-Indianer auf einer Insel im Delaware-Fluss in Sicherheit gebracht waren. Die Paxton Boys drohten mit der Ausrottung dieser „Heiden“ sowie all jener, die sie schützten. Sie beschuldigten die von den Quäkern dominierte pennsylvanische Verwaltung, dass sie nicht bereit sei, die weißen, christlichen Bürger vor den barbarischen Indianern zu schützen. Die Zahl der Paxton Boys nahm während ihres langsamen Marsches zu der größten Stadt der Kolonie weiter zu, als sich deutsche und englische Siedler hinzugesellten. Sie schlugen ihr Lager in Germantown am Schuylkill-Fluss auf, das damals außerhalb Philadelphias lag. Dort trafen sie auf John Penn und rund 500 bewaffnete Freiwillige. Die Paxton Boys näherten sich den Barrikaden der Miliz, bis der Gouverneur ankündigte, dass jede Gruppe von mehr als 12 „turbulenten und bösartigen Männern“ mit dem Tode bestraft werde. Als sich das Heer zum Kämpfen bereit gemacht hatte, war der Mob schließlich bereit zu reden. Wichtige Vertreter der Paxton Boys trafen sich mit Benjamin Franklin und anderen einflussreichen Politikern aus Philadelphia und versprachen den Forderungen nachzugeben und sich aufzulösen unter der Bedingung, dass sie die Beschwerden der Paxton Boys vor die Verwaltung tragen würden. 

## Reaktionen
Obwohl die Conestoga friedlich neben ihren pazifistischen deutschen Nachbarn lebten, verdächtigten die Paxton Boys und andere Gruppierungen in Lancaster diese, dass sie den feindlichen Irokesen und anderen Stämmen, die im Siebenjährigen Krieg und während des Pontiac-Aufstands gegen die Briten kämpften, Informationen über die angrenzenden Siedlungen lieferten. Viele in Lancaster unterstützten das Massaker und erachteten es für die Sicherheit der Kolonie als notwendig, die Indianer zu entfernen. Der Pastor John Elder schrieb dem Gouverneur nach dem Angriff. In seinem Brief äußerte er, dass die Verwaltung für den Angriff verantwortlich sei und dass die Täter „im Privatleben tugendhaft und anständig waren, nicht grausam, sondern mild und barmherzig“. Er sagte weiterhin, dass die Tragödie nie passiert wäre, wenn der Gouverneur die Indianer entfernt hätte, wie öfters gefordert worden war.  Diese Äußerung fand viel Zuspruch.
Andere, vor allem die pazifistischen Quäker, Mennoniten und Amischen, waren von der Brutalität des Mords schockiert und meinten, dass die Taten und das Verhalten der Paxton Boys schlimmer als die Angriffe der Indianer waren. John Penn bezeichnete sie als „bösartige Menschen“ und Benjamin Franklin schrieb, dass die friedlichen Conestoga sicherer unter Barbaren, bei den Türken oder in Afrika gewesen wären als neben diesen „weißen, christlichen Wilden“.